# Guangxi Finance Plaza
Le Guangxi Finance Plaza est un gratte-ciel de 68 étages pour 321 mètres construit en 2017 à Nanning en Chine. 